# Sačurov
Sačurov és un poble i municipi d'Eslovàquia. Es troba a la regió de Prešov, al nord del país.

## Història
La primera referència escrita de la vila data del 1399.

## Demografia
| Godina             | 1994 | 2004   | 2014    | 2024    |
| ------------------ | ---- | ------ | ------- | ------- |
| Nombre de persones | 1849 | 2008   | 2338    | 2610    |
| Diferència         |      | +8,59% | +16,43% | +11,63% |

| Godina             | 2023 | 2024   |
| ------------------ | ---- | ------ |
| Nombre de persones | 2569 | 2610   |
| Diferència         |      | +1,59% |